# Eatonton, Georgia
Eatonton este un oraș cu o populație de 6.764 de locuitori (conform Census 2000) situat în statul Georgia. Aflat în comitatul Putnam, Eatonton este totodată și sediul administrativ al comitatului.

## Personalități
- Alice Walker scriitoare și activistă afro-americană, a scris romanul Culoarea purpurie
- Peg Leg Howell ghitarist de muzică Blues